# المخلاف السليماني
المخلاف السليماني؛ ويعرف اليوم بمنطقة جازان ليس للمخلاف حدود ثابتة منذ توحيده بل تتغير وفقا لقوة السلطة لكن بصورة عامة كان يحاذيه البحر الاحمر من الغرب، ويمتد من الشرجة جنوبا الى حلي بن يعقوب شمالا. وهو عبارة عن أحد المخاليف القديمة في فترة (350هـ-462هـ) إلى (944هـ).
لعب المخلاف السليماني دورًا سياسيًا خلال فترات مختلفة من تاريخ الجزيرة العربية، نتيجة لموقعه الجغرافي بين الحجاز واليمن، ومرور طرق تجارية رئيسية به، مثل الطريق الساحلي على البحر الأحمر والطريق الأوسط الداخلي. وقد تأثر المخلاف بالأحداث السياسية التي شهدتها المنطقة، ومر بمراحل متعددة. يُقسم تاريخه السياسي إلى فترات ارتبطت بأهم الأحداث التي وقعت فيه أو شارك فيها، وكانت قريش تسلكه في رحلة الشتاء.

## النسبة
هناك عدة أقوال حول نسبة وتسمية المخلاف، ومنها:

### النسبة إلى الأشراف السليمانيين
قالوا أن المخلاف نسبة الى الأشراف السليمانيين من بني سليمان نسبة إلى سليمان بن عبدالله الرضا الذي كان أول من غادر مكة متوجهًا نحو الجنوب وسكن بالمنطقة وجعلها تحت حكمه. وبذلك، أصبحت بلاده تعرف لدى أشراف مكة بمخلاف سليمان. وقالوا أن توحيد المخلاف كان على يد الأشراف من بني سليمان بعد منتصف القرن الخامس الهجري [450 هـ]، وأطلق عليه أيضا "مخلاف بني سليمان".
وأن من حكم هذا المخلاف كان الأمير حمزة بن وهاس رئيس السليمانيين وحكموا المخلاف في أسر متعاقبة إلى نهاية حكمهم سنة 944 هـ.

### نسبة إلى سليمان بن طرف
قالوا أن المخلاف ينسب لسليمان بن طرف وأنه وحد المخلاف وحكمه من 373 هـ إلى 393 هـ ثم حكم بعده أولاده حتى سقطت إمارتهم عام 447 هـ على أيدي الصليحيين في موقعة الزرائب وأطلق عليه أيضا "'مخلاف ابن طرف" بقول أحد الشعراء:
واختلفوا في نسبة سليمان حيث قال البعض أنه من بنو طرف موالي بنو مخزوم من قريش. والبعض قال أنهم من قبيلة بنو حكم، من ذرية الصحابي عبد الجد الحكمي. والحكم نسبهم مختلف بين الهون بن خزيمة وسعد العشيرة.